# Agrotis fortunata
Agrotis fortunata là một loài bướm đêm trong họ Noctuidae.